# Ёджин (сингл)
Ёджин (также известной как LOOΠΔ & YeoJin или HaSeul & YeoJin) — четвёртый сингл-альбом южнокорейской гёрл-группы LOOΠΔ четвёртой представленной участницы Ёджин, и четвёртой части пре-дебютного проекта группы. Сингл был выпущен компанией Blockberry Creative 16 января 2017 года. Альбом состоит из трех треков, сольной песни Ёджин «Kiss Later», её дуэта с Хасыль «My Melody» и дуэта Хиджин и Хёнджин «My Sunday».

## Выпуск и продвижение
4 января была представлена Ёджин, четвёртая участница LOOΠΔ.
12 января был выпущен тизер дебютного клипа Ёджин «Kiss Later». В следующие дни также были представлены тизеры дуэтов: «My Sunday» Хиджин и Хёнджин 13 января и «My Melody» Хасыль и Ёджин 14 января. Клип на песню «Kiss Later» был выпущен 16 января, «My Sunday» — 17 января, «My Melody» — 18 января.
Были выпущены три версии физической копии альбома: Ёджин (Ёджин на обложке), LOOΠΔ и Ёджин (Хиджин, Хёнджин и Ёджин на обложке) и Хасыль и Ёджин (Хасыль и Ёджин на обложке).
Ёджин провела четыре фансайна, все четыре прошли в Сеуле: два индивидуальных, один с Хасыль и один с Хиджин и Хёнджин.
2 февраля была выпущена танцевальная версия клипа «Kiss Later»

## Музыкальные клипы
Клип «Kiss Later» содержит в себе отсылки к различным сказкам, таким как, например, Золушка, Спящая красавица и Аладдин. Видео по формату похоже на детские телепередачи из-за присутствия нарисованного фона и марионеток.
Клипы «My Sunday» and «My Melody» были сняты в Тайбэе, Тайвань.

## Список композиций
| №                   | Название                             | Текст песни                       | Музыка                                       | Аранжировка                            | Длительность |
| ------------------- | ------------------------------------ | --------------------------------- | -------------------------------------------- | -------------------------------------- | ------------ |
| 1.                  | «Kiss Later (키스는 다음에)» (Ёджин) | Hwang Hyun (MonoTree), Shin Annes | Hwang Hyun (MonoTree)                        | Hwang Hyun (MonoTree)                  | 3:20         |
| 2.                  | «My Sunday» (Хиджин и Хёнджин)       | GDLO, Shin Annes                  | Kim Yoo Seok, Chu Dae Gwang (MonoTree), GDLO | Chu Dae Gwang (MonoTree), Kim Yoo Seok | 3:03         |
| 3.                  | «My Melody» (Хасыль и Ёджин)         | GDLO, Shin Annes                  | Kim Yoo Seok, Chu Dae Gwang (MonoTree), GDLO | Chu Dae Gwang (MonoTree), Kim Yoo Seok | 3:03         |
| Общая длительность: | Общая длительность:                  | Общая длительность:               | Общая длительность:                          | Общая длительность:                    | 9:26         |

## Чарты
| Чарт                                 | Высшая позиция | Продажи       |
| ------------------------------------ | -------------- | ------------- |
| Южная Корея Gaon Weekly Album Chart  | 21             | - KOR: 2,015+ |
| Южная Корея Gaon Monthly Album Chart | 59             | - KOR: 2,015+ |